# 演歌メタル
演歌メタル（えんかメタル）は、 演歌とヘヴィメタルの融合した音楽。メタル演歌やヘヴィメタ演歌とも言う。
　

## 演歌ロック、演歌ハードロック等
- 怒髪天は自らの音楽性をJAPANESE R&E（リズム&演歌）と称している[3]。

## 主なバンドやアーティスト
演歌メタルとして挙げられる主なバンド、アーティストには、
- 津吹みゆと￥カウンター（エンカウンター）
- 三山ひろしとGARDEL
- 小林幸子
- マーティ・フリードマン
- 石川さゆり
- 八代亜紀
- 山本譲二

等
この他に、1997年にはアニメタルブームの関連商品としてMetal De Enkaの演歌メタルというシングルが発売されている（プロデュース福田洋也）。